# Nørre Dalby
Nørre Dalby es una localidad situada en el municipio de Køge, en la región de Selandia (Dinamarca). Tiene una población estimada, a inicios de 2022, de 538 habitantes.
Está ubicada a solo tres kilómetros al sureste de Borup.